# Архивное дело
Архивное дело — історико-архівознавчий журнал, що виходив 1923—1941 з перервою 1924 і 1934, усього вийшло 58 випусків. Орган Центрального архіву РСФРР (1923—1928), Центрального архівного управління РСФРР (1929—1933), Центрального архівного управління СРСР та Центрального архівного управління РСФРР—РРФСР (1935—1937), головного архівного управління НКВС СРСР (1938—1941).
Друкував інструкції, обіжники, постанови центральних архівних органів РСФРР—РРФСР та СРСР; матеріали з'їздів та конференцій архівних працівників СРСР, у тому числі всеукраїнських архівних нарад та з'їздів; статті з теорії та практики архівознавства; висвітлював стан архівної справи в республіках СРСР та за кордоном; давав короткі огляди фондів архівів, документальних та архівознавчих видань, зокрема журналу «Архівна справа» та окремих публікацій українських архівістів.